# Цикличность
Цикличность (или вечное возвращение) — концепция восприятия мира как вечно повторяющихся событий.

## Западное направление

### Античность
Концепция о цикличности времени была сформирована в Древнем Египте. Символом вечного движения и возрождения жизни был жук-скарабей. Оттуда представление о цикличности проникли в Древнюю Грецию и были развиты в учениях пифагорейцев и стоиков. Пифагорейцы связывали цикличность, то есть существование временны́х отрезков равной длины, с мировой гармонией.

### Средние века
Символ цикличности Уроборос (змея, пожирающая свой хвост) использовался в алхимии.

### Новое время
Концепцию вечного возвращения разрабатывали в XVII веке — Томас Браун в книге Religio Medici (1643), в XIX веке — Артур Шопенгауэр, одним из источников философии которого были Упанишады, и Фридрих Ницше в произведениях «Весёлая наука» (ч. IV, § 341), «Так говорил Заратустра» (ч. III, раздел «О призраке и загадке», § 2; ч. III, раздел «Выздоравливающий») и «По ту сторону добра и зла» (гл. 3, § 56).

### Вечное возвращение в философии Фридриха Ницше
Вечное возвращение (нем. Ewige Wiederkunft) — одно из центральных понятий философии Фридриха Ницше. Хотя концепция ницшеанского вечного возвращения не нова, ответ Ницше на неё дал новое представление о жизни, а размышления относительно правильной интерпретации учения Ницше продолжаются и по сей день.
Предположительно, мысль о вечном возвращении Ницше позаимствовал из трудов других немецких философов. Например, известно, что Фридрих Ницше был поклонником Генриха Гейне, в одной из книг которого можно найти момент, где обсуждается теория вечного возвращения.

Первое упоминание Вечного возвращения у Ницше появилось в «Весёлой науке», где оно описывается как мысленный эксперимент:
Что, если бы однажды днём или ночью демон подкрался к вам в ваше самое одинокое одиночество и сказал вам: «Эту жизнь, как вы её сейчас живёте и жили, вам придётся прожить ещё раз и ещё бесчисленное количество раз; и в ней не будет ничего нового, но каждая боль и каждая радость, каждая мысль и вздох, и всё невыразимо малое или великое в вашей жизни должны будут вернуться к вам, всё в той же последовательности и порядке»… Разве вы не бросились бы, не заскрежетали зубами и не прокляли бы демона, который так говорил? Или вы когда-нибудь пережили бы потрясающий момент, когда бы вы ответили ему: «Ты бог, и никогда я не слышал ничего более божественного».
Ницше расширил эту концепцию в своём философском романе «Так говорил Заратустра», позже написав, что вечное возвращение было «фундаментальной идеей произведения». В этом романе титульный Заратустра изначально поражён ужасом при мысли о том, что все вещи должны вечно повторяться; в конечном итоге, однако, он преодолевает своё отвращение к вечному возвращению и принимает его как своё самое пылкое и горячее желание. В предпоследней главе произведения «Пьяная песнь» Заратустра заявляет: 
«Все вещи запутаны, опутаны, очарованы; если вы когда-либо хотели чего-то дважды, если вы когда-либо говорили: „Ты нравишься мне, счастье! Пребудь, мгновение!“, то вы хотели всё обратно… Ибо всё, чего хочет радость, — вечности».
Концепция ницшеанского вечного возвращения связана также с ницшеанской интерпретацией стоической идеи amor fati:
«Моя формула величия в человеке — amor fati: не хотеть ничего иного ни впереди, ни позади, ни во всей вечности. Не только переносить необходимость, но и не скрывать её — всякий идеализм есть ложь перед необходимостью, — любить её…».

## Восточное направление

### Индуизм
Сансара отражает бесконечность круга перерождений и поиска освобождения, часто обозначается колесом жизни или бхавачакрой.
Иногда «Вечное время» изображают в виде змея Ананта-шеши. Согласно «Бхагавата-пуране», Шеша — это аватара Бога, также известная по имени Санкаршана. В Пуранах описывается, что Шеша поддерживает на колпаках своих голов все планеты Вселенной и постоянно занят воспеванием славы и имён Вишну своими бесчисленными устами.
Ананта-шешу обычно изображают как гигантского змея, свернувшегося кольцами в космическом пространстве или плавающего в водах причинного вселенского океана. Его кольца выступают как место отдыха для Вишну и его вечной супруги Лакшми. Его изображают пятиголовым, семиголовым, и наиболее часто — с множеством голов, на каждой из которых он носит разукрашенную драгоценными камнями и узорами корону.

### Буддизм
В ваджраяне концепция цикличности выражена в калачакре.

## Цикличность в других культурах
Цикличность времени также отражена в календарях майя, инков и ацтеков.
Также присутствует в концепциях и книгах П. Д. Успенского. Одной из главных платформ цикличности в русской культуре является его роман «Странная жизнь Ивана Осокина».